# Lorenz Karall
Lorenz Karall (kroatisch: Lovro Karall, * 10. August 1894 in Großwarasdorf; † 17. März 1965 in Walbersdorf) war ein österreichischer Rechtsanwalt und Politiker im Burgenland. Er engagierte sich für die Christlichsoziale Partei, die Vaterländische Front und die Österreichische Volkspartei. Von 1946 bis 1956 war er burgenländischer Landeshauptmann.

## Leben
Karall besuchte das katholische Gymnasium in Pressburg, bevor er in Budapest Rechtswissenschaften studierte, was durch den Ersten Weltkrieg unterbrochen wurde. Er wurde 1921 promoviert und arbeitete anschließend als Rechtsanwaltsanwärter in Eisenstadt. Ab 1922 war Karall als Burgenlandkroate Redakteur und Herausgeber der Zeitung Hrvatske Novine, die in burgenlandkroatischer Sprache erschien. Im selben Jahr heiratete er Vilma Schreiner, die Tochter des burgenländischen Landeshauptmanns Anton Schreiner. Ab 1927 war er für die Christlichsoziale Partei Abgeordneter zum Burgenländischen Landtag. Von 1930 bis 1934 gehörte er der burgenländischen Landesregierung als Landesrat an. Im autoritären Ständestaat saß er 1934–1938 im Staatsrat. 
Im Jahr 1938 befürwortete er den Anschluss Österreichs an das nationalsozialistische Deutsche Reich. Im gleichen Jahr wurde er Im Vertreter der Kroaten zum 14. Europäischen Nationalitätenkongress nach Stockholm entsandt. Im NS-Staat war Karall primär als Leiter eine Familienunternehmens tätig und war politisch nicht aktiv.
Nach dem Zweiten Weltkrieg schloss er sich der Österreichischen Volkspartei an. Vom 4. Jänner 1946 bis zum 22. Juni 1956 war er der erste gewählte (der insgesamt zweite) Landeshauptmann des Burgenlandes in der Zweiten Republik. Er trat 1956 ins politische Glied zurück und machte den Posten des Landeshauptmannes für seinen Parteikollegen Johann Wagner frei. Von 1956 bis 1960 war er erster Landtagspräsident des Burgenlands. Bis 1963 blieb er Parteiobmann der ÖVP Burgenland.
Er war Ehrenmitglied der katholischen Studentenverbindung KaV Austro-Peisonia Wien im ÖCV.